# ترن‌اوزک
ترن‌اوزک (به قزاقی: Terenozek) یک منطقهٔ مسکونی در قزاقستان است که در شهرستان سیردریا واقع شده‌است.